# Centro Oriental Paranaense
Centro Oriental Paranaense is een van de tien mesoregio's van de Braziliaanse deelstaat Paraná. Zij grenst aan de mesoregio's Norte Pioneiro Paranaense, Norte Central Paranaense, Sudeste Paranaense, Metropolitana de Curitiba en Itapetininga (SP). De mesoregio heeft een oppervlakte van ca. 21.850 km². In 2009 werd het inwoneraantal geschat op 847.879.
Drie microregio's behoren tot deze mesoregio:
- Jaguariaíva
- Ponta Grossa
- Telêmaco Borba

Mesoregio's: Centro Ocidental Paranaense · Centro Oriental Paranaense · Centro-Sul Paranaense · Metropolitana de Curitiba · Noroeste Paranaense · Norte Central Paranaense · Norte Pioneiro Paranaense · Oeste Paranaense · Sudeste Paranaense · Sudoeste Paranaense

Microregio's: Apucarana · Assaí · Astorga · Campo Mourão · Capanema · Cascavel · Cerro Azul · Cianorte · Cornélio Procópio · Curitiba · Faxinal · Floraí · Foz do Iguaçu · Francisco Beltrão · Goioerê · Guarapuava · Ibaiti · Irati · Ivaiporã · Jacarezinho · Jaguariaíva · Lapa · Londrina · Maringá · Palmas · Paranaguá · Paranavaí · Pato Branco · Pitanga · Ponta Grossa · Porecatu · Prudentópolis · Rio Negro · São Mateus do Sul · Telêmaco Borba · Toledo · Umuarama · União da Vitória · Wenceslau Braz